# K.B.Sts.B Blatt 358
Der K.Bay.Sts.B. Blatt 358 ist ein Bayerischer Güterwagen. Dabei handelt es sich um einen dreiachsigen Plattformwagen der Gattung Sml nach dem Musterblatt 358 für die Bayerischen Staatseisenbahnen gemäß Wagenstandsverzeichnis von 1913. Der Wagentyp wurde in zwei Ausführungen mit unterschiedlichen Radständen gebaut.

## Beschaffung
In den Jahren zwischen 1880 und 1890 beschafften die K.Bay.Sts.B. insgesamt ca. 240 Plattformwagen der Gattung Sm (zweiachsig) und Sml (dreiachsig). Darunter auch in zwei Baulosen 1880 und 1890 insgesamt 34 Wagen ohne Bremseinrichtung nach den Blatt-Nr. 358 und 361.

## Verbleib
Ein großer Teil dieser Wagen wurde 1920 noch von der DR übernommen, wo sie das Gattungszeichen Sk(w) Augsburg erhielten. Es ist zu vermuten, dass die Wagen wegen des niedrigen Ladegewichts und der geringen Stückzahl schon sehr früh in den Dienst als X-Wagen übernommen wurden. Ein Nachweis, dass derartige Wagen zur Bundesbahn kamen, fehlt.

## Konstruktive Merkmale

### Untergestell
Der Rahmen der Wagen war schon komplett aus Profileisen aufgebaut und genietet. Die äußeren Längsträger hatten U-Form mit nach außen gerichteten Flanschen. Die Querträger waren ebenfalls aus U-Profilen und nicht gekröpft. Als Zugeinrichtung hatten die Wagen Schraubenkupplungen mit Sicherheitsbügel. Die Zugstange war durchgehend und mittig gefedert. Als Stoßeinrichtung besaßen die Wagen Stangenpuffer mit einer Einbaulänge von 612 mm. Die Pufferteller hatten einen Durchmesser von 370 mm.

### Laufwerk
Die Wagen hatten aus Flacheisen geschmiedete Fachwerk-Achshalter der kurzen, geraden Bauform. Gelagert waren die Achsen in geteilten Gleitachslagern bayerischer Bauform. Die Räder hatten Speichenradkörper der Bauart 38 mit einem Raddurchmesser von 986 mm. Die Federung bestand jeweils aus acht 1.130 mm langen Federblättern mit einem Querschnitt von 76 × 13 mm. Die Endachsen waren als Lenkachsen nach Typ B5 ausgebildet.

### Wagenkasten
Der Wagenkasten war komplett aus Holz mit eisernen Profilverstärkungen aufgebaut. Bei den Wagen nach Typ I waren die Bordwände 290 mm hoch, bei denen nach Typ II 300 mm. In beiden Fällen konnten sowohl die seitlichen, zweigeteilten Bordwände als auch die Stirnwände abgeklappt werden. Die Bodenplanken waren 40 mm stark.

### Ausstattung
In die Ladefläche konnten insgesamt acht eiserne Rungen – in Bayern auch Kipfstangen genannt – eingelassen werden. Damit konnte ein Ladevolumen von 7,2 m³ auf 12,5 ³ erhöht werden.

## Skizzen, Musterblätter, Fotos

Ansicht zu Blatt 235 aus WV von 1897
Ansicht zu Blatt 236 aus WV von 1897
Ansicht zu Blatt 358 aus WV von 1913
Ansicht zu Blatt 361 aus WV von 1913

## Wagennummern
Die Daten sind den WV der Kgl.Bayer.Staatseisenbahnen, aufgestellt nach dem Stande vom 31. März 1897 und dem 1. März 1913, sowie dem Buch von Stefan Carstens, Band 5, Güterwagen, entnommen.
| Herstelldaten                 | Herstelldaten                 | Wagennummern je Epoche | Wagennummern je Epoche | Wagennummern je Epoche | Wagennummern je Epoche | Abmessungen | Abmessungen   | Fahrwerk | Fahrwerk        | Fahrwerk        | Fahrwerk        | Wände            | Wände            | Fassungsraum     | Fassungsraum      | Fassungsraum     | Fassungsraum  | Gewichte          | Gewichte           | Zusatzinfos     |
| Bau- jahr                     | Her- steller                  | ab 1875                | ab 1909 (1907)         | DR (ab 1923)           | Aus- gemu- stert       | Anz. Achs.  | Rad- stand    | LüP      | Unt. Gest.      | LA.             | Brem- sen       | Stirn            | Seite            | Lade- länge [mm] | Lade- breite [mm] | Boden- fläche m2 | Lade- raum m3 | Lade- gewicht [t] | Eigen- gewicht [t] | Bemerkungen     |
| Blatt-Nr. 358I (ehemals 235)  | Blatt-Nr. 358I (ehemals 235)  | S.m.                   | Sml                    | Sml Bay 80             |                        |             |               |          | (siehe Legende) | (siehe Legende) | (siehe Legende) | Wände umklappbar | Wände umklappbar |                  |                   |                  |               |                   |                    | Bordhöhe 290 mm |
| ----------------------------- | ----------------------------- | ---------------------- | ---------------------- | ---------------------- | ---------------------- | ----------- | ------------- | -------- | --------------- | --------------- | --------------- | ---------------- | ---------------- | ---------------- | ----------------- | ---------------- | ------------- | ----------------- | ------------------ | --------------- |
| 1890                          |                               | 77 201– 77 212         | Au 78 401– Au 78 412   |                        |                        | 3           | 7.000 (3.500) | 11.224   | E               | B5              |                 | 2                | 2                | 10.000           | 2.430             | 24,3             | 7,0           | 15,0              | 8,1                | 8 Kipfstangen   |
| 1890                          | 77 213                        | <1913                  |                        |                        |                        | 3           | 7.000 (3.500) | 11.224   | E               | B5              |                 | 2                | 2                | 10.000           | 2.430             | 24,3             | 7,0           | 15,0              | 8,1                | 8 Kipfstangen   |
| 1890                          | 77 214– 77 230                | Au 78 413– Au 78 429   |                        |                        |                        | 3           | 7.000 (3.500) | 11.224   | E               | B5              |                 | 2                | 2                | 10.000           | 2.430             | 24,3             | 7,0           | 15,0              | 8,1                | 8 Kipfstangen   |
| Blatt-Nr. 358II (ehemals 236) | Blatt-Nr. 358II (ehemals 236) | S.m.                   | Sml                    | Sml Bay 80             |                        |             |               |          | (siehe egende)  | (siehe egende)  | (siehe egende)  | Wände umklappbar | Wände umklappbar |                  |                   |                  |               |                   |                    | Bordhöhe 300 mm |
| 1880                          |                               | 77 231– 77 234         | Au 78 431– Au 78 434   |                        |                        | 3           | 5.500 (2.750) | 11.224   | E               | B5              |                 | 2                | 2                | 10.000           | 2.430             | 24,1             | 7,2           | 15,0              | 7,6                | 8 Kipfstangen   |